# Réveillon (Visandre)
Pour les articles homonymes, voir Réveillon.
Le Ru de Réveillon est un cours d'eau français qui coule dans le département de Seine-et-Marne, en région Île-de-France. C'est un affluent de la Visandre.

## Toponymie
Son nom serait issu du bas latin à valeur diminutive ripellio du latin rivus, « ruisseau », d'où « tout petit ruisseau ».

## Géographie
De 12,2 kilomètres de longueur, le Ru de Réveillon nait dans la commune de Chenoiseet, se jette dans la Visandre à Vaudoy-en-Brie - 
Il s'écoule globalement selon un axe sud est - nord ouest.

### Communes traversées
Le Ru de Réveillon traverse quatre communes, soit d'amont vers l'aval : Chenoise, Jouy-le-Châtel, Pécy et Vaudoy-en-Brie toutes situées dans le département de Seine-et-Marne.

### Bassin versant
Son bassin versant correspond à une zone hydrographique traversée : « Le ruisseau de la Visandre de sa source au confluent de l'Yerres (exclu) (F471) » et s'étend sur 128 km2. Il est constitué à 83,68 % de « territoires agricoles », 12,13 % de « forêts et milieux semi-naturels » et 4 % de « territoires artificialisés ».

## Affluents
Le Ru de Réveillon n’a  aucun affluent référencé par le SANDRE